# Rudolf Kronbergs
Rudolf Jakob Kronbergs, född 3 mars 1911 i Liepaja, Lettland, Kejsardömet Ryssland, död 15 oktober 1977 i Hägersten, var en lettländsk-svensk målare.
Han var son till smeden Žanis Kronbergs och Latte Degis och från 1945 gift med skådespelaren Milda Karps. Kronbergs studerade vid konstfackskolan i Liepaja 1926–1930 och arbetade samtidigt under studietiden som teaterdekoratör. Han fortsatte därefter sina studier i dekorativ konst för Konstantin Korovin och Maurice de Vlaminck i Paris 1930–1933 samt genom självstudier under resor till Spanien och Nordafrika. Han var verksam som konstnär i Lettland från 1934 fram till att han kom till Sverige i slutet av andra världskriget 1945. Separat ställde han bland annat ut på Thurestams konstsalong 1945, Strömgalleriet 1947 och på Ekströms konstgalleri 1953 samt Hall of Art i New York 1948 och Arles i Frankrike 1953. Under sin tid i Lettland deltog han i ett flertal samlingsutställningar i Riga och som medlem i groupe 9 deltog han i grupputställningar i Paris och Bryssel. Hans konst består av hamn- och stillebenartade strandmotiv i olja, gouache eller i sepiatusch. Kronbergs är representerad vid Moderna museet, Liepaja museum, Riga museum, Hall of Art i New York och Arles museum.